# Laudio
Laudio (spanisch Llodio; offiziell Laudio/Llodio) ist eine Gemeinde in der Provinz Álava im nordspanischen Baskenland. Laudio hat 17.982 Einwohnern (Stand: 2024) bei einer Fläche von 37,45 Quadratkilometern. Sie ist die zweitbevölkerungsreichste Gemeinde in Álava.

## Geografie
Laudio ist 50 km von der Provinzhauptstadt Vitoria-Gasteiz und 20 km von Bilbao entfernt. Laudio liegt im Ayala-Tal und durch die Gemeinde fließt der Fluss Nervión.

## Geschichte
Die historischen Ursprünge von Laudio sind unklar. Das älteste Überbleibsel der Stadt ist die mittelalterliche Brücke von Vitorica über den Fluss Nervión, von der noch ein Bogen erhalten ist. Diese Brücke wäre ein Teil der Straße gewesen, die die Llanada Alavesa mit dem römischen Hafen von Flaviobriga verband. 